# Andrzej Golimont
Andrzej Marcin Golimont (ur. 29 kwietnia 1969) – polski samorządowiec, w latach 1994−2014 radny miasta stołecznego Warszawy nieprzerwanie od 1994 do 2014. 

## Życiorys
Pierwszy członek Rady miasta stołecznego Warszawy wybierany do niej przez kolejne 5 kadencji (drugim był Waldemar Marszałek). Pełnił w niej funkcję m.in. przewodniczącego Komisji Polityki Społecznej. W 2014 i 2018 nie uzyskiwał mandatu. W przeszłości rzecznik Polskiej Partii Socjalistycznej, następnie działacz Sojuszu Lewicy Demokratycznej. Obecnie prezes zarządu Szpitala Praskiego pw. Przemienienia Pańskiego.
W okresie przygotowań i obrad Okrągłego Stołu współpracownik gen. Czesława Kiszczaka. Po 1989 członek zespołu doradców prezydenta RP i prezesa Rady Ministrów.
Dziennikarz i publicysta („Sztandar Młodych”, „Dziennik Ludowy”, „Trybuna”, „NIE”). Autor książek: Generałowie bezpieki, Od grudnia do Magdalenki (wspólnie z Czesławem Kiszczakiem) oraz współautor Sekrety spod sutanny.
W latach 1999–2003 dyrektor Pałacu Kultury i Nauki w Warszawie. Odpowiedzialny m.in. za budowę Zegara Milenijnego na 42. piętrze budynku oraz koncepcję Galerii Multimedialnej „Trzydziestka”. Autor wystaw m.in. „Warszawa – miasto wielu kultur” oraz „Kolekcjonerzy”, a także pierwszej od 1795 roku prezentacji figur woskowych.
Od 2007 był przewodniczącym Rady Społecznej działającej przy Szpitalu Specjalistycznym „Inflancka”. Później był pełnomocnikiem dyrektora szpitala ds. inwestycji.
Autor scenariuszy wydarzeń kulturalnych i konferansjer m.in. koncertu jubileuszowego Bogny Sokorskiej oraz ostatniego recitalu Kaliny Jędrusik.
Kawaler Orderu św. Marii Magdaleny II klasy za zasługi dla Polskiego Autokefalicznego Kościoła Prawosławnego.